# 南寺村 (章丘市)
南寺村，中华人民共和国山东省济南市章丘市高官寨镇所辖的一个行政村。全行政村人口265户、1040人(2005年)。耕地面积2536亩(2005年)。行政区划代码370181114252。